# شين لينش
شين لينش (بالإنجليزية: Sean Lynch)‏ (31 يناير 1987 في المملكة المتحدة - ) هو لاعب كرة قدم بريطاني في مركز الوسط. لعب مع سانت جونستون ونادي سانت ميرين ونادي فالكيرك ونادي هيبرنيان ونادي ستنهاوسموير وأردريونيانز.

## وصلات خارجية
- شين لينش على موقع قاعدة بيانات كرة القدم.إي يو (الإنجليزية)
- شين لينش على موقع Soccerbase.com (لاعب) (الإنجليزية)